# Ustawa o melasie
Ustawa o melasie (ang. Molasses Act), uchwalona przez parlament brytyjski w 1733 roku, wprowadziła podatek w wysokości 6 pensów za każdy galon melasy importowanej na kontynent amerykański z niebrytyjskich wysp cukrowych w Indiach Zachodnich.

## Tło wydarzeń
W okresie kolonialnym miał miejsce dynamiczny rozwój produkcji rumu na bazie melasy, którą importowano głównie z wysp cukrowych należących do Francji i Holandii. Wytworzony rum był następnie przedmiotem wymiany barterowej z Indianami (choć praktyka ta była nielegalna) oraz powszechnie akceptowanym pieniądzem towarowym, jako że w koloniach wciąż brakowało pieniądza kruszcowego. Rum odgrywał np. znaczącą rolę w handlu z Afryką, gdzie chętnie wymieniano go na niewolników.
Melasa sprowadzana z kolonii francuskich i holenderskich była tańsza niż ta pochodząca z wysp brytyjskich, ponieważ ani Francja ani Holandia nie zezwalały na jej import do metropolii. Ograniczając w ten sposób produkcję rumu, chciały chronić interesy producentów odpowiednio brandy i ginu. W związku z tym plantatorzy trzciny cukrowej musieli szukać alternatywnych rynków zbytu. Oferowali więc kolonistom konkurencyjne ceny, aby ci kupowali melasę od nich, a nie od plantatorów angielskich. Nawet kiedy popyt spowodował wzrost cen melasy francuskiej i holenderskiej, pozostała ona o ok. 25% tańsza od brytyjskiej.

## Protesty przeciwko ustawie
Koloniści sprzeciwiali się ustawie, ponieważ melasa pochodząca z wysp brytyjskich mogła zaspokoić najwyżej 15% ich zapotrzebowania na ten produkt. Ponadto bali się, że skutkiem tej ustawy będzie wzrost cen rumu produkowanego w koloniach, co zmniejszyłoby jego eksport. W powszechnym mniemaniu, ustawa stała w opozycji z interesami kolonii, a miała na celu monopolizację rynku przez plantatorów brytyjskich i ochronę jedynie ich interesów.

## Skutki
Mimo wszystko Ustawa o melasie była jednym z najmniej skutecznych Aktów Nawigacyjnych, ponieważ spowodowała rozwój przemytu melasy na ogromną skalę. W 1764 r. zastąpiła ją Ustawa o cukrze.